# Louis du Moulinet
Louis du Moulinet, mort en 1601, est un évêque de Séez du XVIe siècle.

## Biographie
Louis du Moulinet succède son oncle Pierre Duval comme évêque du diocèse de Séez en 1564. Il s'est tellement distingué au concile de Trente, où il a assisté comme docteur, que le pape Pie IV veut le sacrer lui-même en témoignage de son estime en 1564. Pendant un long épiscopat il se montre exact observateur des canons, particulièrement de ceux qui sont décrétés dans le concile de Trente. 
Il assiste en 1595 à l'abjuration de Henri IV, à la conversion duquel il a puissamment contribué. Sous son pontificat, les Protestants commandés par Gabriel Ier de Montgommery recommencent dans le diocèse les dévastations et les profanations qu'ils y avaient exercées en 1565, sous la conduite de l'amiral de Coligny. Il démissionne de son évêché en 1600 et meurt l'année suivante.
Ses restes se trouvent de nos jours dans le caveau des évêques sous le chœur de la cathédrale de Sées.